# Norwegian Star
Norwegian Star  – wycieczkowy statek pasażerski należący do floty Norwegian Cruise Line. Został zbudowany w stoczni Meyer Werft w niemieckim Papenburg. Stępkę położono 23 czerwca 2000, natomiast przekazanie inwestorowi do użytkowania odbyło się 31 października 2001 w holenderskim Eemshaven.

## Ciekawostki
- Statek został zamówiony przez firmę Star Cruises jako SuperStar Libra, jednak w trakcie trwania budowy właściciel Star Crusues, fundusz Genting Group dokonał przejęcia firmy Norwegian Cruis Line[3]. W następstwie przejęcia, zdecydowano, że statek zostanie włączony do floty Norwegian pod nazwą Norwegian Star.
- Chrzest odbył się 17 listopada 2001 w dość niezwykłych okolicznościach, gdyż w trakcie jednej ceremonii nadano imiona dwóm statkom pasażerskim jednocześnie: Norwegian Star oraz Norwegian Sun. Chrzestnymi zostali prezenterka telewizyjna Brooke Burke, oraz Miss America 2001, Angela Perez Baraquio[4][5].

## Trasy rejsów (2013/16)
W okresie letnim Norwegian Star najczęściej wypływa z Kopenhagi w rejsy po Morzu Bałtyckim, odwiedzając między innymi Rostock, Tallinn, Petersburg, Helsinki, Sztokholm. Oferowane są również rejsy z Kopenhagi wzdłuż wybrzeża Norwegii w kierunku Przylądka Północnego (port Honningsvag), oraz rejsy dookoła Wysp Brytyjskich.
W okresie zimowym, Norwegian Star najczęściej wypływa z Tampy na Florydzie w rejsy po Morzu Karaibskim i Zatoce Meksykańskiej, odwiedzając między innymi: Cozumel w Meksyku, Roatán, Bay Islands w Hondurasie i Harvest Caye w Belize. Oferowane są też rejsy pomiędzy Florydą a Los Angeles przez Kanał Panamski.

## Galeria

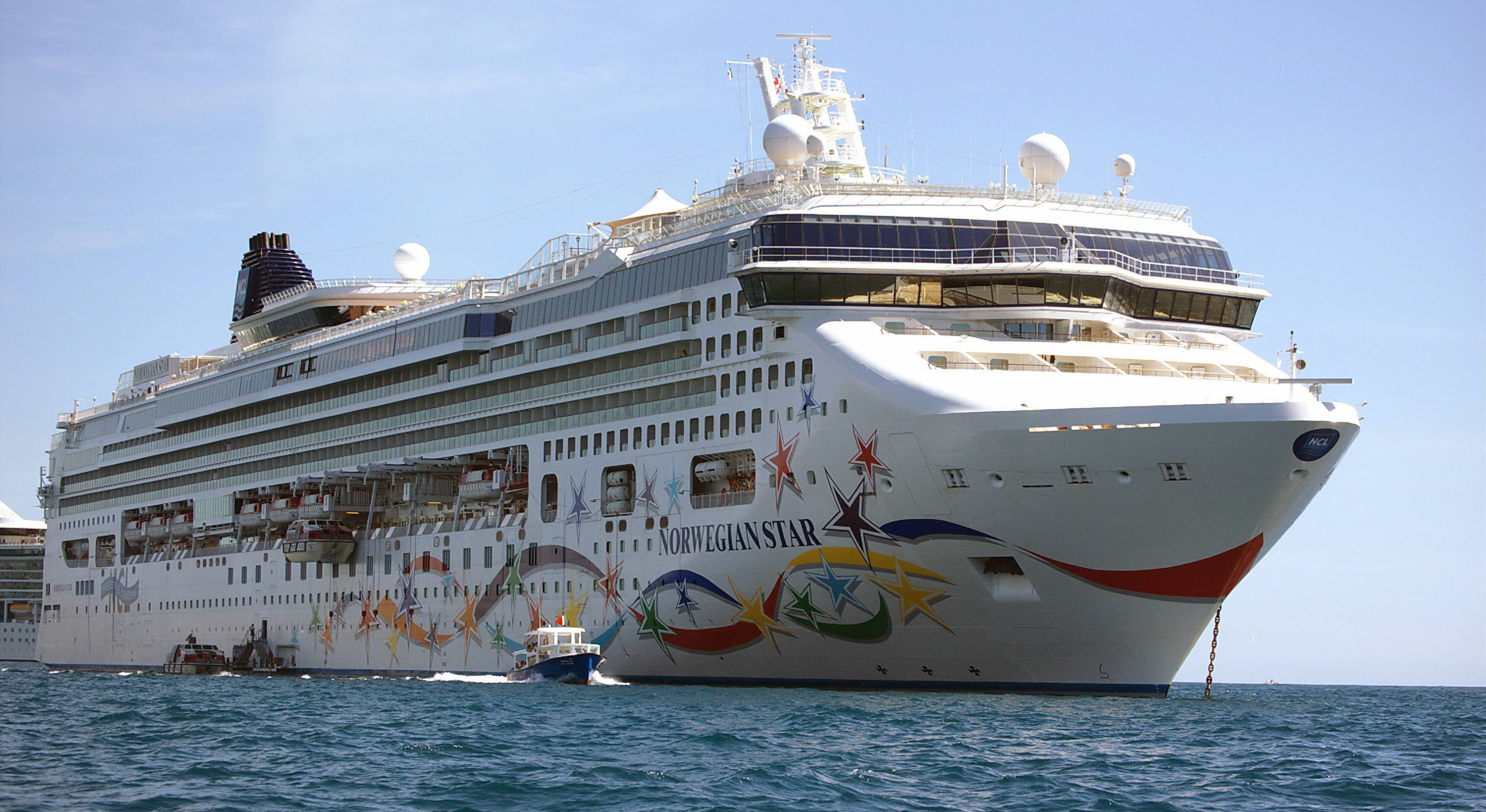
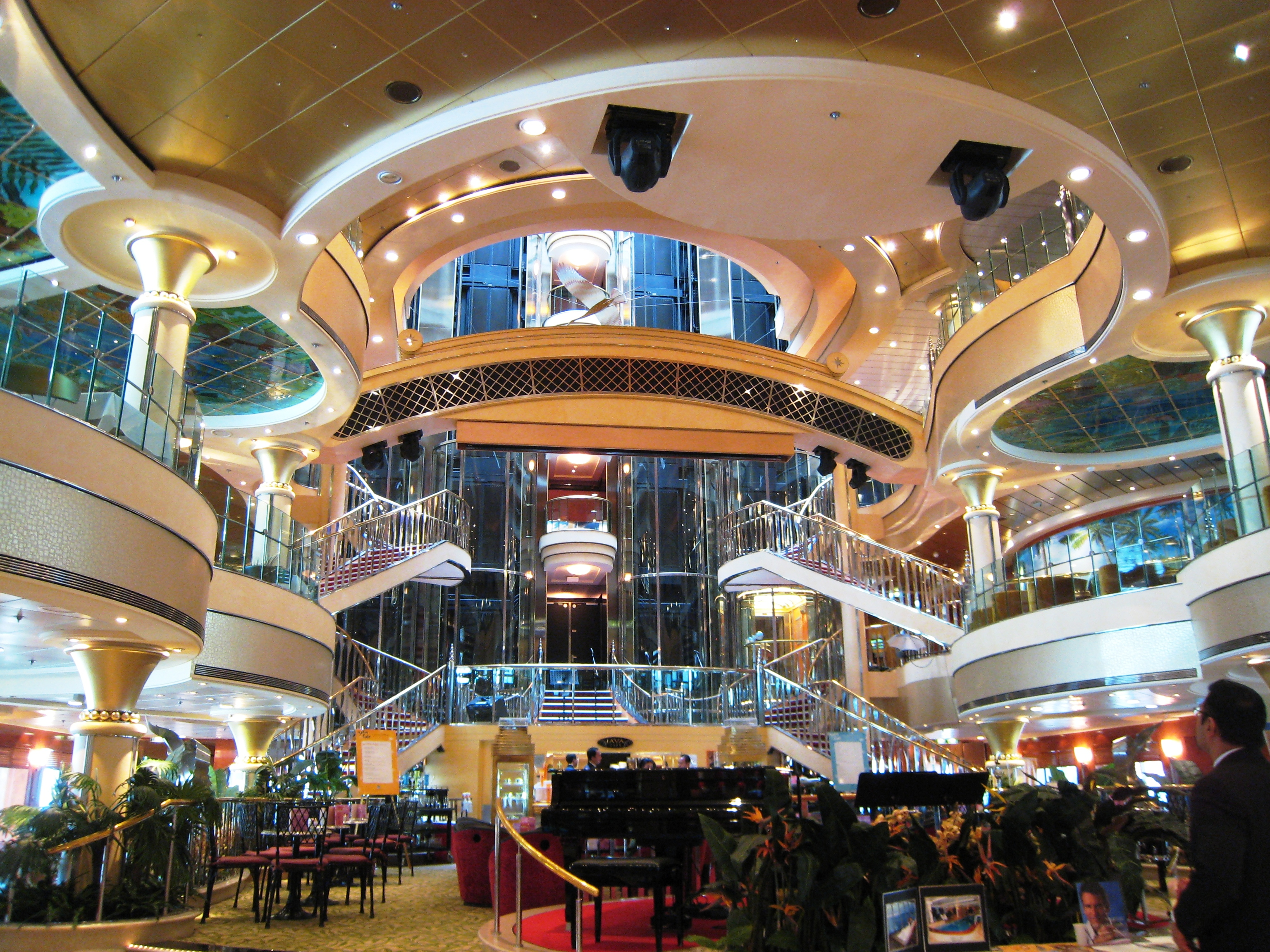
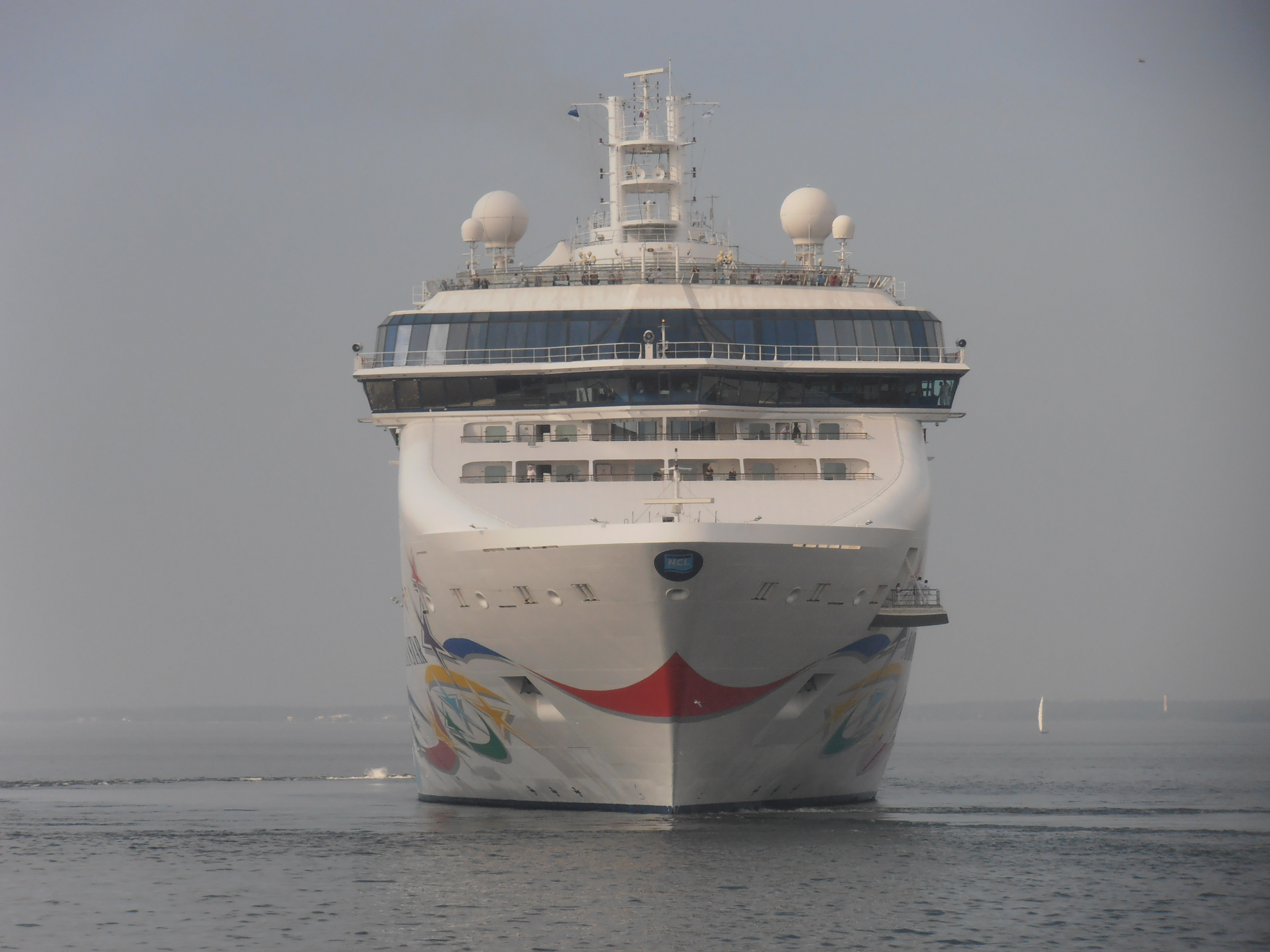
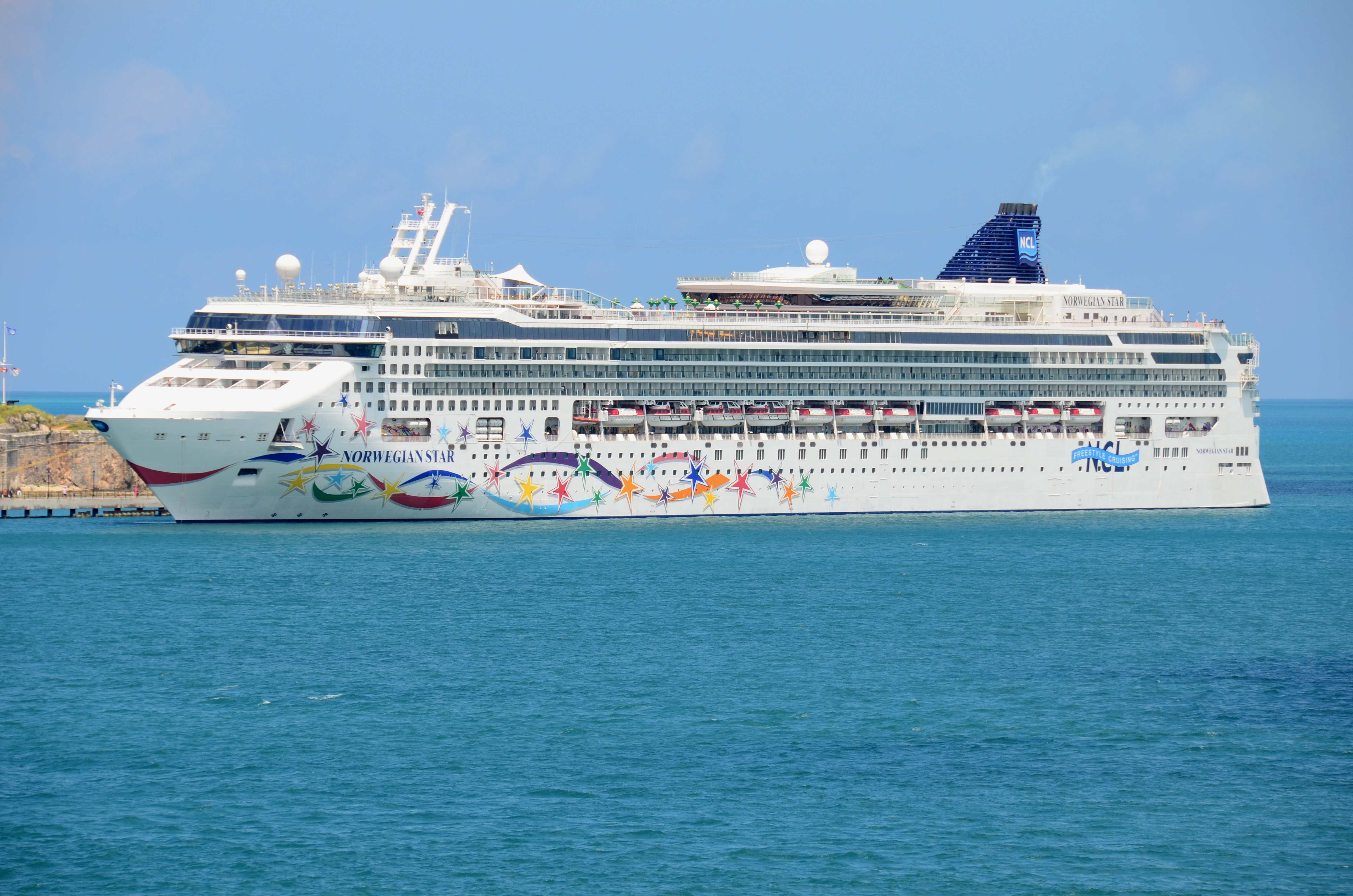
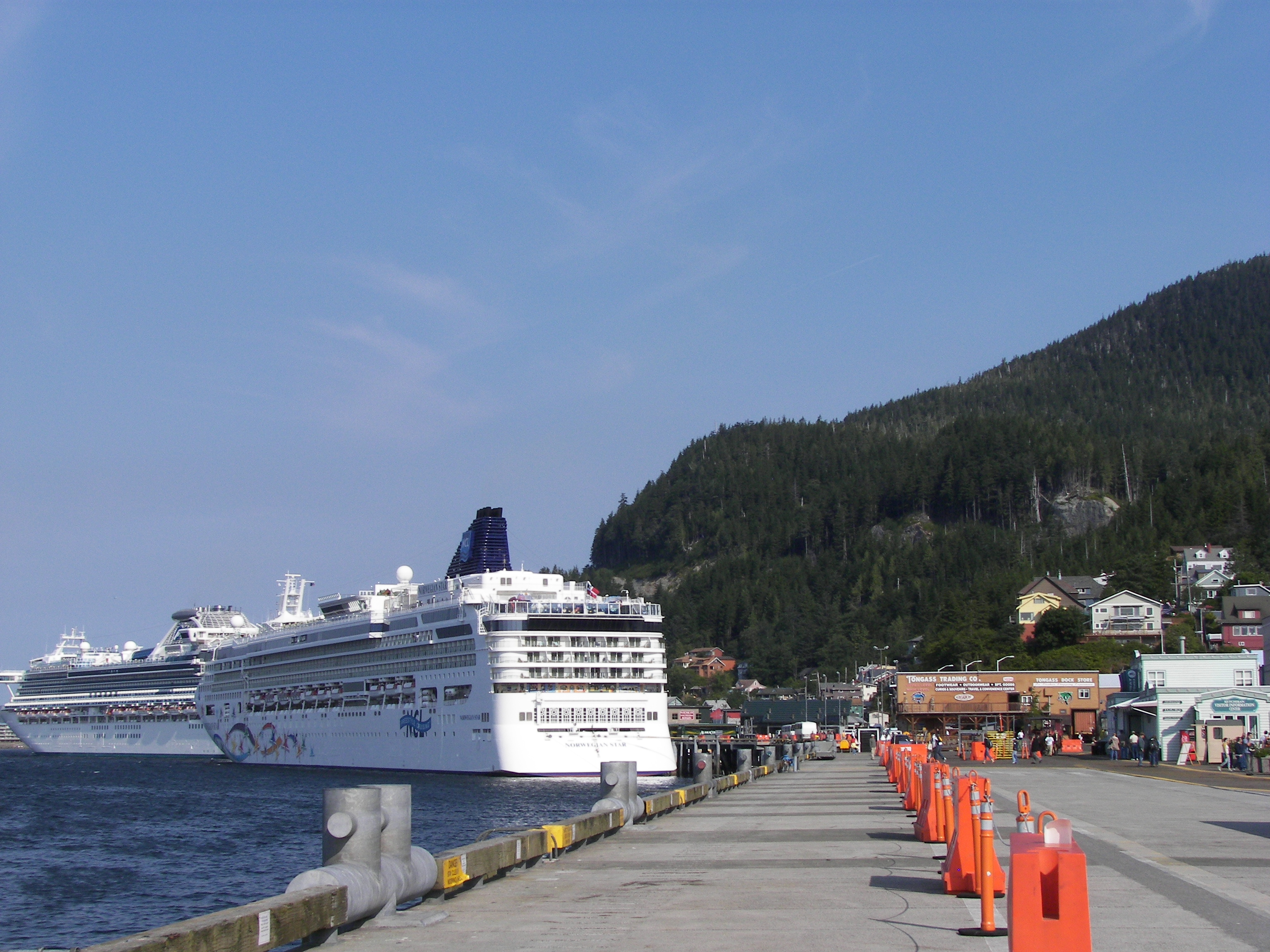
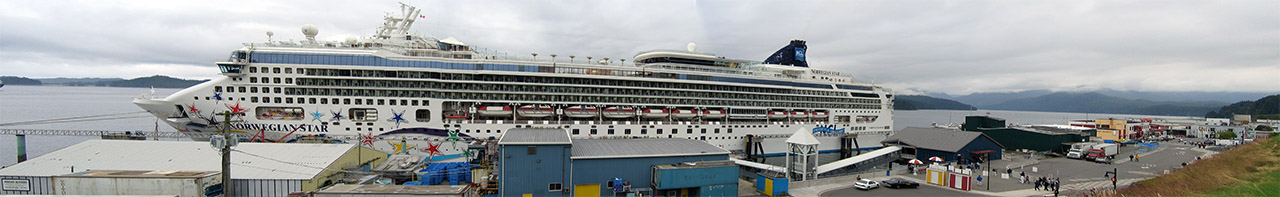
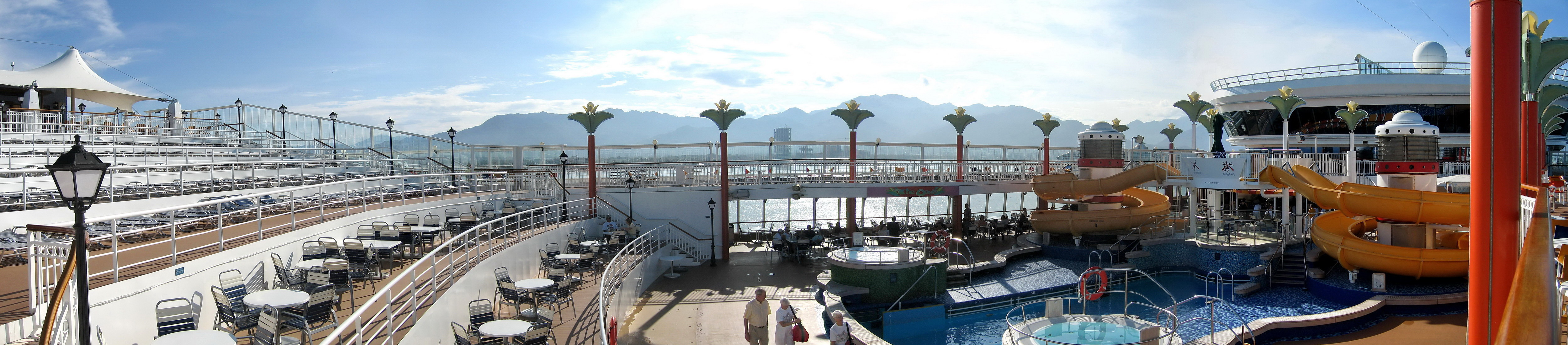
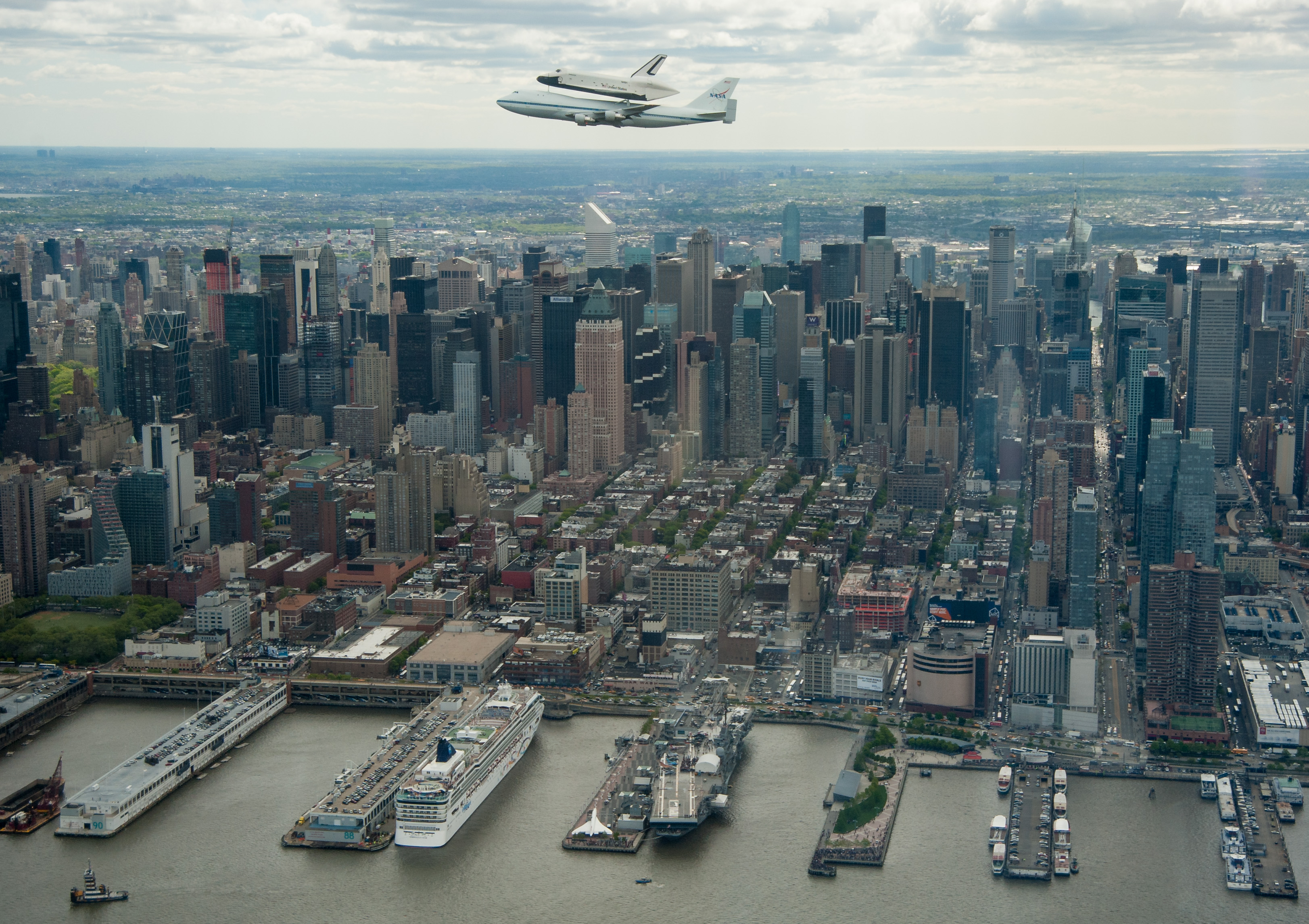